# 第31回アカデミー賞
第31回アカデミー賞（だい31かいアカデミーしょう）は1959年4月6日の現地時間:午後7時30分よりカリフォルニア州ロサンゼルス市ハリウッドにあるRKOパンテージーズ・シアターで受賞発表・授賞式が挙行された。

## 概要
『恋の手ほどき』がノミネートされた9部門全てを受賞した。
前年度に一本化された撮影賞が、カメラマンらのクレームにより、再びカラーと白黒とで分けられた。
予定より20分早く授賞式が終わってしまい、残り時間でスターたちが特技を披露したところ、客席を立つ人が続出し、テレビ局が焦ってスポーツ番組に切り替えるというハプニングが起こった。
主演男優賞を受賞したデヴィッド・ニーヴンは6人が共同で務めた授賞式ホストの一人であり、その年に司会を務めた人物が受賞も果たすというのはアカデミー賞史上唯一の出来事である。

## 候補と受賞の一覧
太字は受賞である。
また、以下での人名表記は
1. 作品の日本語公式情報およびAMPAS公式サイトの日本版とWOWOWによる授賞式放送での表記に準ずる。
2. 見当たらない場合はデータベースサイトなどを参考。
3. それでもない場合は英語表記のままとする。

| 作品賞 | 監督賞 |
| --- | --- |
| - 『恋の手ほどき』 - 『熱いトタン屋根の猫』 - 『メイム叔母さん』 - 『旅路』 - 『手錠のまゝの脱獄』 | - ヴィンセント・ミネリ – 『恋の手ほどき』 - リチャード・ブルックス – 『熱いトタン屋根の猫』 - ロバート・ワイズ – 『私は死にたくない』 - スタンリー・クレイマー – 『手錠のまゝの脱獄』 - マーク・ロブソン – 『六番目の幸福』 |
| 主演男優賞 | 主演女優賞 |
| - デヴィッド・ニーヴン – 『旅路』 - トニー・カーティス – 『手錠のまゝの脱獄』 - ポール・ニューマン – 『熱いトタン屋根の猫』 - シドニー・ポワチエ – 『手錠のまゝの脱獄』 - スペンサー・トレイシー – 『老人と海』 | - スーザン・ヘイワード – 『私は死にたくない』 - デボラ・カー – 『旅路』 - シャーリー・マクレーン – 『走り来る人々』 - ロザリンド・ラッセル – 『メイム叔母さん』 - エリザベス・テイラー – 『熱いトタン屋根の猫』 |
| 助演男優賞 | 助演女優賞 |
| - バール・アイヴス – 『大いなる西部』 - セオドア・ビケル – 『手錠のまゝの脱獄』 - リー・J・コッブ – 『カラマゾフの兄弟』 - アーサー・ケネディ – 『走り来る人々』 - ギグ・ヤング – 『先生のお気に入り』 | - ウェンディ・ヒラー –『旅路』 - ペギー・キャス – 『メイム叔母さん』 - マーサ・ハイヤー – 『走り来る人々』 - モーリン・ステイプルトン – 『孤独の旅路』 - カーラ・ウィリアムズ – 『手錠のまゝの脱獄』 |
| 脚本賞 | 脚色賞 |
| - 『手錠のまゝの脱獄』 – ネドリック・ヤング、ハロルド・ジェイコブ・スミス - 『月夜の出来事』 – メルヴィル・シェイヴルソン、ジャック・ローズ - 『先生のお気に入り』 – フェイ・ケニン、マイケル・ケニン - The Goddess – パディ・チャイエフスキー - 『縄張り』 – ウィリアム・バワーズ、ジェームズ・エドワード・グラント | - 『恋の手ほどき』 – アラン・ジェー・ラーナー - 『熱いトタン屋根の猫』 – リチャード・ブルックス、ジェームズ・ポー - 『私は死にたくない』 – ドン・マンキウィッツ、ネルソン・ギディング - 『旅路』 – ジョン・ゲイ、テレンス・ラティガン - The Horse's Mouth – アレック・ギネス |
| 外国語映画賞 | |
| - 『ぼくの伯父さん』 (フランス) - Arms and the Man (ドイツ) - Big Deal on Madonna Street (イタリア) - The Road a Year Long (ユーゴスラビア) - La venganza (スペイン) | |
| 長編ドキュメンタリー映画賞 | 短編ドキュメンタリー映画賞 |
| - 『白い荒野』 – ベン・シャープスティーン - Antarctic Crossing - The Hidden World - Psychiatric Nursing | - 『海女ガール』 – ベン・シャープスティーン - Employees Only - Journey into Spring - The Living Stone - Overture |
| 短編実写映画賞 | 短編アニメ映画賞 |
| - 『グランド・キャニオン』 – ウォルト・ディズニー - Journey into Spring – イアン・ファーガソン - The Kiss – ジョン・ヘイズ - Snows of Aorangi – New Zealand Screen Board - T Is for Tumbleweed – James A. Lebenthal | - Knighty Knight Bugs – ジョン・W・バートン - Paul Bunyan – ウォルト・ディズニー - Sidney's Family Tree – William M. Weiss |
| ドラマ・コメディ映画音楽賞 | ミュージカル映画音楽賞 |
| - 『老人と海』 – ディミトリ・ティオムキン - 『旅路』 – デイヴィッド・ラクシン - 『大いなる西部』 – ジェローム・モロス - 『若き獅子たち』 – ヒューゴー・フリードホーファー - 『白い荒野』 – オリバー・ウォレス | - 『恋の手ほどき』 – アンドレ・プレヴィン - 『くたばれ!ヤンキース』 – レイ・ハインドーフ - 『恋愛候補生』 – ライオネル・ニューマン - 『南太平洋』 – アルフレッド・ニューマン、ケン・ダービー - The Bolshoi Ballet – Yuri Fayer、G. Rozhdestvensky |
| 歌曲賞 | 録音賞 |
| - ｢いとしのジジ｣（『恋の手ほどき』） – フレデリック・ロウ（作曲）、アラン・ジェイ・ラーナー（作詞） - "A Certain Smile"（『ある微笑』） – サミー・フェイン（作曲）、ポール・フランシス・ウェブスター（作詞） - ""Almost In Your Arms"（『月夜の出来事』） – ジェイ・リビングストン（作曲）、レイ・エバンズ - "A Very Precious Love"（『初恋』） – サミー・フェイン（作曲）、ポール・フランシス・ウェブスター（作詞） - "To Love and Be Loved"（『走り来る人々』） – ジミー・ヴァン・ヒューゼン（作曲）、サミー・カーン (作詞) | - 『南太平洋』 – フレッド・ハインズ、トッド・AO・サウンド部 - 『愛する時と死する時』 – Leslie I. Carey、ユニバーサル・インターナショナル・スタジオ・サウンド部 - 『私は死にたくない』 – ゴードン・E・ソーヤー、サミュエル・ゴールドウィン・スタジオ・サウンド部 - 『若き獅子たち』 – カールトン・W・フォークナー、20世紀フォックス・スタジオ・サウンド部 - 『めまい』 – ジョージ・ダットン、パラマウント・スタジオ・サウンド部 |
| 美術賞 | 衣裳デザイン賞 |
| - 『恋の手ほどき』 – ウィリアム・A・ホーニング（美術）、E・プレストン・エーミス（美術）、ヘンリー・グレース（装置）、キオー・グリースン（装置） - 『ある微笑』 – Lyle R. Wheeler（美術）、John DeCuir（美術）、Walter M. Scott（装置）、ポール・S・フォックス（装置） - 『メイム叔母さん』 – マルコム・バート（美術）、ジェームズ・ホプキンス（装置） - 『媚薬』 – Cary odell（美術）、Louis Diage - 『めまい』 – ハル・ペレイラ（美術）、ヘンリー・バムステッド（美術）、サム・コマー (装置)、フランク・マクケルビー (装置)  | - 『恋の手ほどき』 – セシル・ビートン - 『ある微笑』 – チャールズ・ルメイア、メアリー・ウィルズ - 『媚薬』 – ジャン・ルイ - 『走り来る人々』 – ウォルター・プランケット - 『大海賊』 – ラルフ・ジェスター、イーディス・ヘッド、ジョン・ジェンスン |
| 撮影賞 (白黒) | 撮影賞 (カラー) |
| - 『手錠のまゝの脱獄』 – サム・リーヴィット - 『楡の木蔭の欲望』 – ダニエル・L・ファップ - 『私は死にたくない』 – ライオネル・リンドン - 『旅路』 – チャールズ・ラング・Jr - 『若き獅子たち』 – ジョー・マクドナルド | - 『恋の手ほどき』 – ジョセフ・ルッテンバーグ - 『メイム叔母さん』 – ハリー・ストラドリング - 『熱いトタン屋根の猫』 – ウィリアム・H・ダニエルズ - 『南太平洋』 – レオン・シャムロイ - 『老人と海』 – ジェームズ・ウォン・ハウ |
| 編集賞 | 特殊効果賞 |
| - 『恋の手ほどき』 – エードリアン・ファザン - 『メイム叔母さん』 – William Ziegler - 『カウボーイ』 – William A. Lyon、アル・クラーク - 『私は死にたくない』 – William Hornbeck - 『手錠のまゝの脱獄』 – Frederick Knudtson | - 『親指トム』 – Tom Howard - 『雷撃命令』 – A. Arnold Gillespie、Harold Humbrock |

### アカデミー名誉賞
- モーリス・シュヴァリエ

### アービング・G・タルバーグ賞
- ジャック・L・ワーナー

### プレゼンター
| プレゼンター             | 賞                               |
| ------------------------ | -------------------------------- |
| バディ・アドラー         | アービング・G・タルバーグ賞      |
| エディ・アルバート       | 美術賞                           |
| ヴィンセント・プライス   | 美術賞                           |
| ジューン・アリソン       | ミュージカル映画音楽賞           |
| ディック・パウエル       | ミュージカル映画音楽賞           |
| イングリッド・バーグマン | 作品賞                           |
| ケーリー・グラント       | 作品賞                           |
| ダーク・ボガード         | 脚本賞・脚色賞                   |
| ヴァン・ヘフリン         | 脚本賞・脚色賞                   |
| エリザベス・テイラー     | 脚本賞・脚色賞                   |
| レッド・バトンズ         | 助演女優賞                       |
| シェリー・ウィンタース   | 助演女優賞                       |
| ジェームズ・キャグニー   | 主演女優賞                       |
| キム・ノヴァク           | 主演女優賞                       |
| シド・チャリシー         | 外国語映画賞                     |
| ロバート・スタック       | 外国語映画賞                     |
| ゲイリー・クーパー       | 監督賞                           |
| ミリー・パーキンズ       | 監督賞                           |
| ウェンデル・コーリー     | 衣裳デザイン賞                   |
| アーニー・コバックス     | 衣裳デザイン賞                   |
| トニー・カーティス       | 短編実写映画賞・短編アニメ映画賞 |
| ジャネット・リー         | 短編実写映画賞・短編アニメ映画賞 |
| ベティ・デイヴィス       | 助演男優賞                       |
| アンソニー・クイン       | 助演男優賞                       |
| ドリス・デイ             | 撮影賞                           |
| ロック・ハドソン         | 撮影賞                           |
| アイリーン・ダン         | 主演男優賞                       |
| ジョン・ウェイン         | 主演男優賞                       |
| アンソニー・フランシオサ | 音楽賞                           |
| エヴァ・マリー・セイント | 音楽賞                           |
| チャールトン・ヘストン   | 録音賞                           |
| ジェーン・ワイマン       | 録音賞                           |
| ルイ・ジュールダン       | 編集賞                           |
| ジーン・シモンズ         | 編集賞                           |
| ソフィア・ローレン       | 歌曲賞                           |
| ディーン・マーティン     | 歌曲賞                           |
| シャーリー・マクレーン   | 特殊効果賞                       |
| ピーター・ユスティノフ   | 特殊効果賞                       |
| ロザリンド・ラッセル     | 名誉賞 (モーリス・シュヴァリエ)  |
| ロバート・ワグナー       | ドキュメンタリー映画賞           |
| ナタリー・ウッド         | ドキュメンタリー映画賞           |

### 統計
- ノミネート数が多い順、同数の場合は受賞数順。

| 候補数            | 作品名               | 部門 | 受賞数 |
| ----------------- | -------------------- | --- | ------ |
| 9                 | 恋の手ほどき         | 作品賞、監督賞、脚色賞、撮影賞（カラー）、ミュージカル映画音楽賞、歌曲賞、美術賞、衣装デザイン賞、編集賞 | 9      |
| 8                 | 手錠のまゝの脱獄     | 作品賞、監督賞、主演男優賞、助演男優賞、助演女優賞、脚本賞、撮影賞（白黒）、編集賞                       | 2      |
| 7                 | 旅路                 | 作品賞、主演男優賞、主演女優賞、助演女優賞、脚色賞、撮影賞、劇・喜劇映画音楽賞                           | 2      |
| 6                 | 私は死にたくない     | 監督賞、主演女優賞、脚色賞、撮影賞、音響賞、編集賞                                                       | 1      |
| 6                 | メイム叔母さん       | 作品賞、主演女優賞、助演女優賞、撮影賞、美術賞、編集賞                                                   |        |
| 6                 | 熱いトタン屋根の猫   | 作品賞、監督賞、主演男優賞、主演女優賞、脚色賞、撮影賞                                                   |        |
| 5                 | 走り来る人々         | 主演女優賞、助演男優賞、助演女優賞、歌曲賞、衣装デザイン賞                                               |        |
| 3                 | 老人と海             | 主演男優賞、撮影賞、劇・喜劇映画音楽賞                                                                   | 1      |
| 3                 | 南太平洋             | 撮影賞、ミュージカル映画音楽賞、音響賞                                                                   | 1      |
| 3                 | 若き獅子たち         | 撮影賞、劇・喜劇映画音楽賞、音響賞                                                                       |        |
| 3                 | ある微笑             | 歌曲賞、美術賞、衣装デザイン賞                                                                           |        |
| 2                 | 大いなる西部         | 助演男優賞、劇・喜劇映画音楽賞                                                                           | 1      |
| 2                 | 白い荒野             | 劇・喜劇映画音楽賞、長編ドキュメンタリー映画賞                                                           | 1      |
| 2                 | 先生のお気に入り     | 助演男優賞、脚本賞                                                                                       |        |
| 2                 | 月夜の出来事         | 脚本賞、歌曲賞                                                                                           |        |
| 2                 | 媚薬                 | 美術賞、衣装デザイン賞                                                                                   |        |
| 2                 | めまい               | 美術賞、音響賞                                                                                           |        |
| 1- （受賞作のみ） | 親指トム             | 特殊効果賞                                                                                               | 1      |
| 1- （受賞作のみ） | 海女ガールズ         | 短編ドキュメンタリー映画賞                                                                               | 1      |
| 1- （受賞作のみ） | グランド・キャニオン | 短編実写映画賞                                                                                           | 1      |
| 1- （受賞作のみ） | KNIGHT KNIGHT BUGS   | 短編アニメ映画賞                                                                                         | 1      |

## 参照
1. ↑  “第31回アカデミー賞 (1959) ノミネート・受賞”. oscars.org. 2015年1月15日閲覧。